# Hůrka (stanice metra)
Hůrka (zkratka HU) je stanice na trase B pražského metra. Byla budována v letech 1987 až 1994 a otevřena 11. listopadu 1994. Nachází se na Jihozápadním Městě v katastrálním území Stodůlky, přímo na Slunečním náměstí. Její původní název měl znít buď Butovická nebo také i Slovenského národního povstání. Vzhledem k tomu, že se ale politické názvy v roce 1990 z pražského metra odstraňovaly, nepřipadal tento druhý uvedený v úvahu.
Hůrka je povrchová stanice, byla začleněna do přilehlé pěší zóny na sídlišti, která se nachází nad úrovní jejího nástupiště. Proto se tak samotná stanice nachází pod úrovní terénu, byť uměle zvýšeného.
V prostoru nástupiště podpírají strop dvě řady sloupů. Dostatek světla zajišťuje přes den jednak prosklená jižní stěna za nástupištěm, jednak i zasklené světlíky vycházející ze stropu nástupiště, v noci pak dvě řady osvětlení, umístěné na stropě u obou kolejí. Obklad stěn tvoří keramické dlaždice v tmavě šedé barvě, strop je obložen bílými obkladačkami kovovými.
Výstup má stanice jeden. Vychází ze západního konce nástupiště, v jeho ose po pevném schodišti do proskleného vestibulu železobetonové konstrukce. Ten tvoří zároveň i samotné centrum Slunečního náměstí.
Směrem ke stanici Lužiny (západně) se nachází prosklený mostní tubus, překonávající stodůlecký Centrální park. Na východ se pak nachází stanice Nové Butovice, která je již součástí úseku III. B.
Na přilehlém Slunečním náměstí se nachází radnice Prahy 13 a mimo jiné se zde každoročně v dubnu koná akce Bezpečná třináctka, na které se občanům představují složky Integrovaného záchranného systému, ale také již tradičně i Český červený kříž, který je zde zastoupen 5. místní skupinou se sídlem v Praze 1.

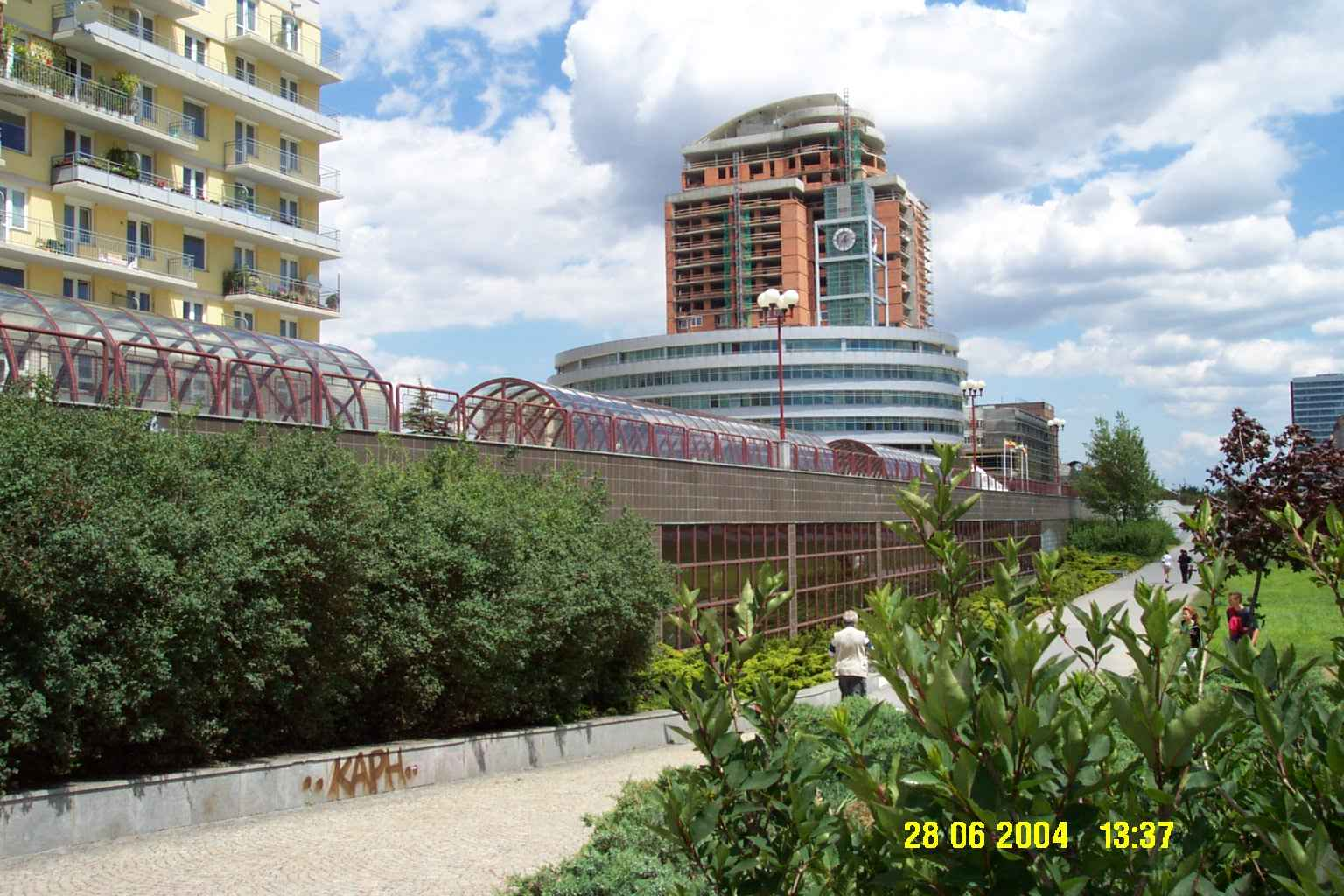
Pohled na stanici zvenku
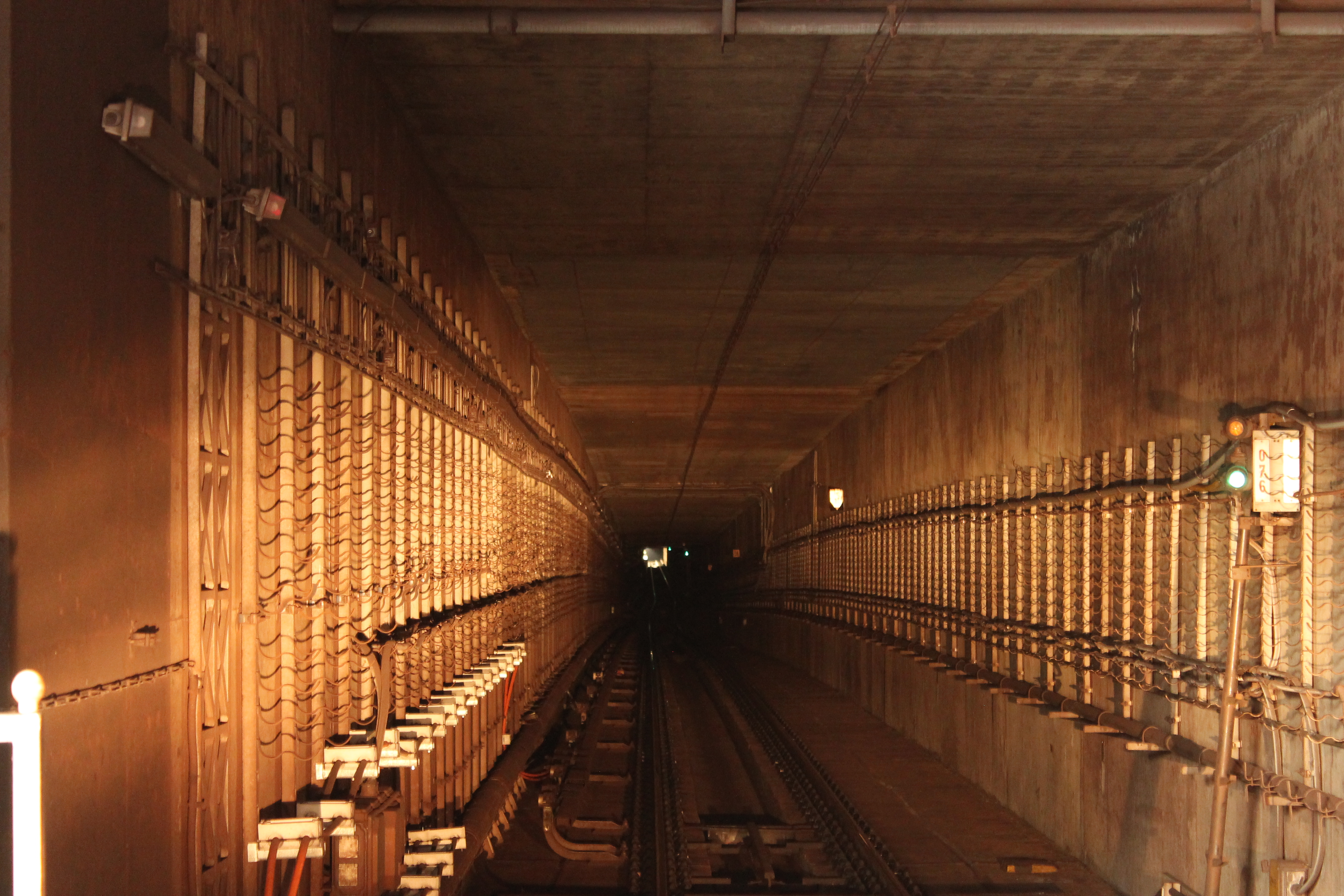
Pohled do tunelu směrem na Nové Butovice, ze stanice do stanice je přímo vidět